# Distretto di Altyariq
Il distretto di Altyariq (usbeco Oltyariq) è uno dei 15 distretti della Regione di Fergana, in Uzbekistan. Il capoluogo è Altyariq.